# نیک مینرات
نیک مینرات (انگلیسی: Nick Minnerath؛ زادهٔ ۱۱ اوت ۱۹۸۸) بازیکن بسکتبال اهل ایالات متحده آمریکا است.

## حرفه
از باشگاه‌هایی که در آن بازی کرده‌است می‌توان به باشگاه بسکتبال اوبرادویرو اشاره کرد.